# ياسوهيرو تويوتا
ياسوهيرو تويوتا (باليابانية: 豊田 泰広) (2 مايو 1976 في أويتا في اليابان – )؛ هو لاعب كرة قدم ياباني سابق كان يلعب كمدافع.

## وصلات خارجية
- ياسوهيرو تويوتا على موقع رابطة كرة القدم اليابانية للمحترفين (اليابانية)